# Melvin Moti

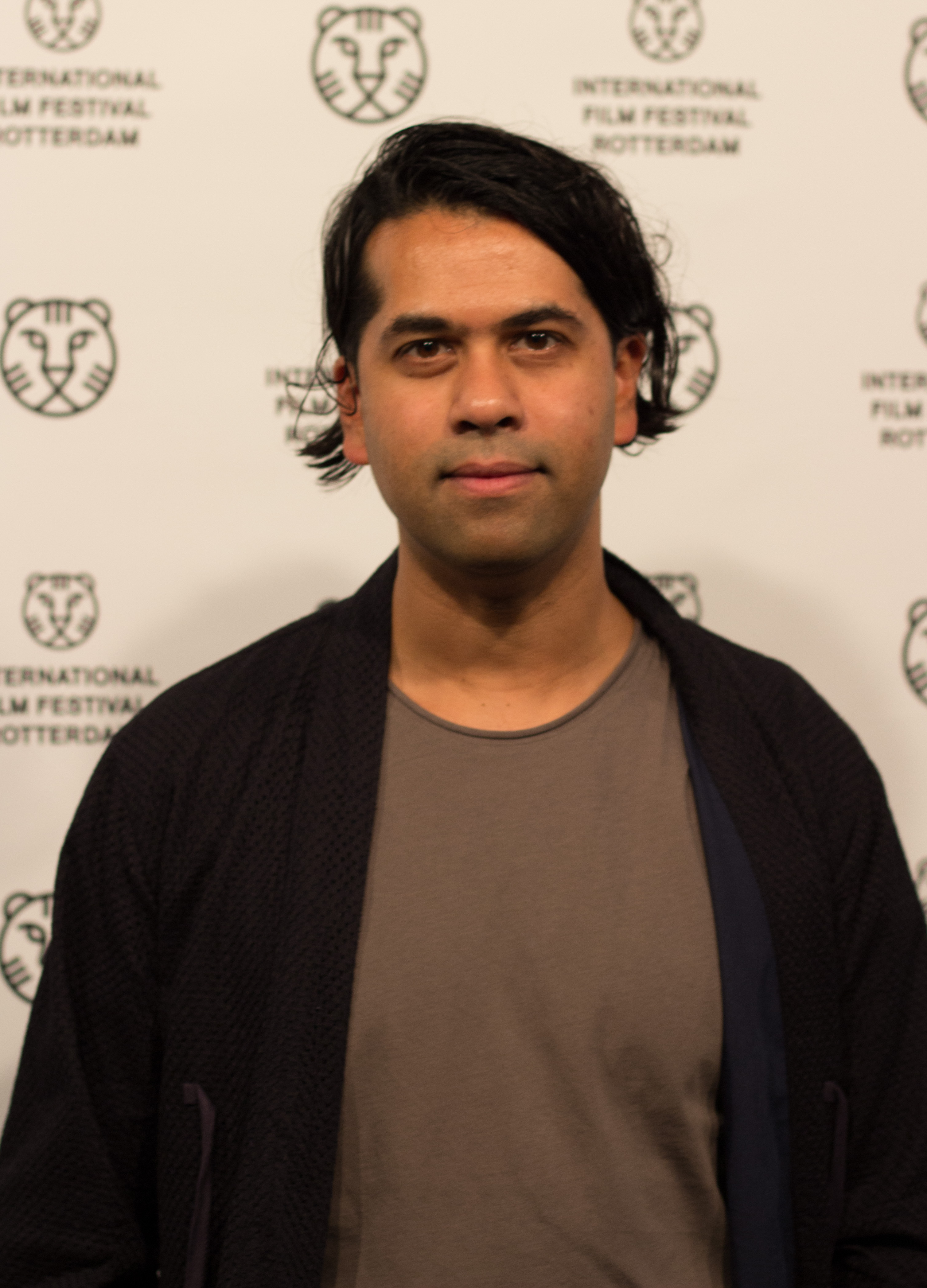
Melvin Moti, 2020

Melvin Moti (* 1977 in Rotterdam, Niederlande) ist ein niederländischer Fotograf und Videokünstler.

## Leben und Werk
Motis Eltern wanderten 1975 aus Surinam in die Niederlande aus. Bereits im Alter von 17 Jahren entdeckte er seine Vorliebe für die Kunst und wurde 1995 an der Academie Voor Beeldende Vorming in Tilburg angenommen. Anschließend arbeitete er von 1999 bis 2001 am De Ateliers, einem unabhängigen Künstlerinstitut in Amsterdam, wo er über die Schwarzweißfotografie zum Videofilm kam.
Das filmische Werk des Künstlers besteht aus Videoarbeiten, in denen er sich vor allem mit Phänomenen des „Nicht-Sichtbaren“ beschäftigt. In dem 24-minütigen Film No Show (2004) zeigt er einen – im Zweiten Weltkrieg geräumten – leeren, bilderlosen Saal in der Petersburger Eremitage, der nur durch Licht- und Schattenspiele Bewegung erfährt und in dem ein Museumsmitarbeiter (aus dem Off) einer Gruppe Soldaten detailliert die (abwesenden) Bilder beschreibt. In dem 35-mm-Film The Prisoner's Chinema (2008) zeigt er Phänomene, die durch die verminderte Stimulanz des realen Wahrnehmungssinns entstehen („Kopfkino“). Weitere Arbeiten des Künstlers sind: Stories from Surinam, 2002 (Videofilm), Miamilism, 2008 (Textarbeit), Untitled, 2008 (Objekt).
Moti gestaltet außerdem aufwändig recherchierte Künstlerbücher, z. B. Eigenlicht (2012) über die Ausdruckskraft selbstleuchtender Mineralien.

## Zitate
„Ich recherchiere viel, deshalb mache ich nur etwa einen Film pro Jahr. Ich jage ständig nach unbekannten Dokumenten und obskuren Beweisen für irgendwas. Außerdem sammele ich alles, was ich in Büchern finde, in Artikeln, Bildern und Briefen. Aus diesen Informationen entsteht dann die Arbeit.“

„Ich lasse den Ton und das Bild aufeinanderprallen. Man sieht nie, was man hört, Ton und Bild sind vollständig voneinander getrennt. Der Ton erzählt eine Geschichte und das Bild eine völlig andere. Zusammen erschaffen sie eine ganz neue. Und das ist es, was mich interessiert.“

## Auszeichnungen
- 2006 Charlotte Köhler Prijs des Prins Bernhard Cultuurfonds für Bildende Kunst, Amsterdam
- 2007 J.C. van Lanschot Prijs für Bildende Kunst
- 2008 Karl-Ströher-Preis (2007), Frankfurt am Main
- 2012 ars viva-Preis 2012/13 des Kulturkreises der deutschen Wirtschaft im BDI e.V.

## Ausstellungen (Auswahl)
- 2008 5. Berlin Biennale 2008; Musée d’art moderne de la Ville de Paris Playback; Museum für Moderne Kunst, Frankfurt am Main, When No Means On
- 2007 Kölnischer Kunstverein, Pure Self Expression; Künstlerhaus Bethanien, Berlin, The Magic Manual; Stedelijk Museum CS, Amsterdam
- 2006 KO Centrum für Gegenwartskunst, Linz; Mücsarnok – Kunsthalle Budapest, e-fluxus Video Rental
- 2005 Museum Boijmans Van Beuningen, Rotterdam
- 2004 Witte de With, Rotterdam, Tracer